# Oro (álbum de Thalía)
Oro es un álbum recopilatorio de la cantante mexicana Thalia. Incluye la canción "María Mercedes".

## Canciones
1. "Sangre"
2. "Vie en Rose"
3. "Pienso en Ti"
4. "Cien Años"
5. "María Mercedes"
6. "Mundo de Cristal"
7. "Thalisman"
8. "Fuego Cruzado"
9. "La Orilla del Mar"
10. "Love"
11. "Sudor"
12. "En Silencio" Thalia oro